# Stalag XII-E
Le stalag XII E, ou Stammlager XII E, était un camp de prisonniers situé à Metz pendant la Seconde Guerre mondiale.

## Contexte historique
Les stalags XII dépendaient du Wehrkreis XII, la 12e région militaire allemande, dont le siège était à Wiesbaden. Les stalags XII E (Metz) et XII F (Sarrebourg puis Forbach) étaient donc dans la zone de l'Alsace-Lorraine, annexée par le IIIe Reich. 
Le stalag XII E de Metz, situé au fort de Queuleu, remplaçait le Frontstalag 212, en activité du 20 juillet 1940 au 10 février 1941.